# Ilya Tsymbalar

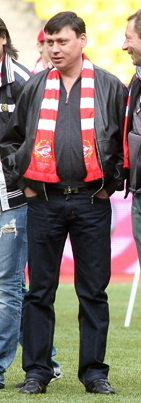
Ilya Tsymbalar

Ilya Tsymbalar (Oekraïens: Ілля Цимбалар) (Odessa, 17 juni 1969 – aldaar, 28 december 2013) was een voetballer die uitkwam voor het nationale team van Rusland en van Oekraïne.

## Clubcarrière
Tsymbalar was een middenvelder en speelde bij Spartak Moskou 146 duels (42 goals) en bij Tsjornomorets Odessa 100 duels (14 goals). Verder kwam hij uit voor SKA Odessa, Lokomotiv Moskou en Anzji Machatsjkala. Hij werd zes keer landskampioen en won vier keer de Beker. 

## Interlandcarrière
Tsymbalar speelde van 1994 tot 1999 28 interlands voor de Russen en scoorde 4 keer. Daarvoor speelde hij in 1992 voor zijn geboorteland Oekraïne 3 wedstrijden. In 1994 speelde hij 2 wedstrijden mee tijdens het wereldkampioenschap, waaronder de 6-1 zege op Kameroen. In 1996 speelde hij mee in de drie wedstrijden tijdens het Europees kampioenschap.

## Later leven
Na zijn carrière bleef hij in de voetbalwereld werkzaam en werd in 2004 assistent-trainer bij FK Chimki. Vanaf 2006 was hij hoofdtrainer bij FC Spartak-MZhK Ryazan en FK Nizjni Novgorod. Door een hartkwaal moest hij vanaf 2010 minder werken en werd hij weer assistent bij Sjinnik Jaroslavl. Hij maakte door zijn gezondheid dat seizoen niet meer af.

## Overlijden
Tsymbalar stierf eind 2013 op 44–jarige leeftijd aan zijn hartziekte.
1 Tsjertsjesov ·
2 Koeznetsov ·
3 Gorloekovitsj ·
4 Galjamin ·
5 Nikiforov ·
6 Ternavski ·
7 Pjatnitski ·
8 Popov ·
9 Salenko ·
10 Karpin ·
11 Bjestsjastnik ·
12 Tetradze ·
13 Borodjoek ·
14 Kornejev ·
15 Radtsjenko ·
16 Charin  ·
17 Tsymbalar ·
18 Onopko ·
19 Mostovoj ·
20 Ledjachov ·
21 Chlestov ·
22 Joeran ·
Coach: Sadyrin
1 Charin ·
2 Tetradze ·
3 Nikiforov ·
4 Tsymbalar ·
5 Kovtoen ·
6 Karpin ·
7 Onopko  ·
8 Kantsjelskis ·
9 Kolyvanov ·
10 Mostovoj ·
11 Kirjakov ·
12 Tsjertsjesov ·
13 Boesjmanov ·
14 Dobrovolski ·
15 Sjalimov ·
16 Simoetenkov ·
17 Bjestsjastnik ·
18 Janovski ·
19 Radimov ·
20 Gorloekovitsj ·
21 Chochlov ·
22 Ovtsjinnikov ·
Coach: Romantsev